# Bugaj Radoszewicki
Bugaj Radoszewicki – wieś w Polsce położona w województwie łódzkim, w powiecie pajęczańskim, w gminie Siemkowice. Miejscowość wchodzi w skład sołectwa Pieńki.
W latach 1975–1998 miejscowość należała administracyjnie do województwa sieradzkiego.